# 复旦诗社
复旦诗社为复旦大学关于汉语现代诗歌写作的学生社团。该社团曾举办“光华诗歌奖、红枫诗歌奖”等活动，创办了中国首个以诗歌为主题的高校公益图书馆——复旦诗歌图书馆。还有《诗耕地》、《复旦诗派诗歌系列》、《在复旦写诗》等诗刊和诗集。

## 概况
复旦诗社于1981年5月27日成立，专注汉语现代诗歌写作，为“中国高校四大诗社”之一。作品集有《诗耕地》（社刊）、《海星星》、《在复旦写诗》、《复旦诗派诗歌系列》等。社团活动包括光华诗歌奖及复旦诗歌节、红枫诗歌奖、贰叁零诗歌奖（匿名评诗会）等。同时，复旦诗社还创办了中国首个以诗歌为主题的高校公益图书馆——复旦诗歌图书馆。

## 代表人物
- 王沪宁，中国共产党中央政治局常委、中央书记处书记

## 主要活动
社团活动包括光华诗歌奖和复旦诗歌节、红枫诗歌奖、贰叁零诗歌奖等。

## 作品
《诗耕地》、《海星星》、《太阳河》、《复旦诗派诗歌系列》、《在复旦写诗》、《失物认领》、《沐浴在县城》、《白云工厂》、《中文课》等。

## 复旦诗歌图书馆
复旦诗歌图书馆由复旦诗社运营，成立于2012年10月，是中国首个以诗歌为主题的高校公益图书馆。图书馆位于复旦大学任重书院，藏书量近两千册。